# Matej Jug
Matej Jug (Tolmino, 25 settembre 1980) è un arbitro di calcio sloveno.

## Carriera
Arbitro nella massima serie slovena, Matej Jug è nominato internazionale con decorrenza dal 1º gennaio 2007, all'età di 26 anni. L'anno successivo fa il suo esordio in una gara tra nazionali maggiori, dirigendo un'amichevole tra Galles e Georgia, datata 20 agosto 2008 e terminata 1-2. Nel luglio 2010 è ta i fischietti convocati dall'UEFA a dirigere al campionato europeo di calcio under 19, svoltosi in Francia. Nella circostanza, dirige due partite della fase a gironi. Nel settembre 2011 arriva per lui l'esordio nella fase a gironi dell'Europa League, e precisamente nella partita della prima giornata, disputata tra i russi del Lokomotiv Mosca e i belgi dell'Anderlecht. Nella stessa edizione, riesce ad ottenere subito anche una designazione per un sedicesimo di finale, disputatosi nel febbraio 2012, tra Legia Warszawa e Sporting Lisbona. La carriera del giovane fischietto sloveno si è poi intrecciata con quella del connazionale Damir Skomina (fischietto UEFA Elite), grazie alla nuova figura dell'arbitro addizionale, introdotta proprio in questi anni. Agli Europei in Polonia ed Ucraina, Jug appare infatti come arbitro di porta di Skomina in due partite della fase a gironi: Paesi Bassi-Danimarca e Svezia-Inghilterra, e successivamente in un quarto di finale, tra Germania e Grecia. Nell'agosto 2012 si ritrova a coadiuvare ancora una volta come arbitro addizionale il connazionale Skomina nella Supercoppa UEFA, disputatasi nell'occasione tra Chelsea ed Atlético Madrid, allo stadio Louis II nel Principato di Monaco. Nel giugno 2013 è selezionato dall'UEFA per dirigere agli Europei under 21 in Israele.. Nell'occasione, dopo aver diretto due partita della fase a gironi, è selezionato per dirigere anche la finale, il 18 giugno 2013 al Teddy Stadium di Gerusalemme, tra le nazionale di Spagna ed Italia. È il secondo arbitro sloveno a ricevere questo onore, dopo che il connazionale Damir Skomina aveva diretto la finale dell'edizione 2007 nei Paesi Bassi. Nell'ottobre 2013 arriva per lui l'esordio nei gironi della UEFA Champions League, viene designato per dirigere una partita della seconda giornata tra Real Madrid e FC Copenhagen. Nell'ottobre 2015 è selezionato dalla FIFA per prender parte al Campionato mondiale di calcio Under-17 2015 in programma in Cile. Nel marzo 2016 viene confermato nel ruolo di arbitro di porta, e figurerà così come primo addizionale anche agli Europei in Francia, nella squadra arbitrale diretta dal connazionale Damir Skomina. Nel Maggio 2018 venne chiamato per dirigere assieme a Damir Skomina la partita di Champions League tra AS Roma e Liverpool che finì 4-2 per la AS Roma (che portò comunque all'eliminazione della squadra italiana sconfitta all'andata per 5-2).